# Debrecen-Nyíregyházi egyházmegye
A Debrecen–Nyíregyházi egyházmegye (latinul: Dioecesis Debrecenensis-Nyiregyhazanus) magyarországi római katolikus egyházmegye. Védőszentje Szent László. Katedrálisa a debreceni Szent Anna-székesegyház, társszékesegyháza a nyíregyházi Magyarok Nagyasszonya-társszékesegyház.

## Történelem
A második vatikáni zsinat (1962–65) tervei közt szerepelt az egyházi kormányzati területek alkalmasabb felosztása. Ennek megfelelően a Magyar Püspöki Konferencia hozzálátott az egyháztartományok és az egyházmegyék új elrendezésének megállapításához. Célja ezzel az volt, hogy minden egyházmegyében jobban kitűnjön az Egyház természete, továbbá a püspök megfelelően és hatásosan végezze munkáját, amint azt a vallási, erkölcsi és szociokulturális kívánalmak megkövetelik.
1993. május 30-án II. János Pál pápa a Hungarorum Gens kezdetű apostoli konstitúciójával megalapította a Debrecen-Nyíregyházi egyházmegyét. Az újonnan alapított püspökség székesegyháza a Debrecenben épült, Szent Anna tiszteletére felszentelt plébániatemplom, társszékesegyháza Nyíregyházán a Magyarok Nagyasszonya tiszteletére szentelt plébániatemplom lett. Az új egyházmegye első ordináriusa (püspöke), Bosák Nándor 1993. május 31-én kapta meg kinevezését. Ugyanebben az évben június 15-én szentelték püspökké Debrecenben. Az új egyházmegyét Szent László király oltalmába helyezték, így ő lett az új alapítás védőszentje.
Miután Bosák Nándor 75. életévét betöltötte, 2015. szeptember 21-én Ferenc pápa elfogadta lemondását és az egyházmegye második püspökének Palánki Ferenc korábbi egri segédpüspököt nevezte ki.

## Szervezet

### Az egyházmegyében szolgálatot teljesítő püspökök
| Fénykép | Név, beosztás                                         | Születési helye, ideje                      | Kinevezés dátuma                                  |
| ------- | ----------------------------------------------------- | ------------------------------------------- | ------------------------------------------------- |
|         | Palánki Ferenc debrecen-nyíregyházi püspök            | Balassagyarmat, 1964. március 11. (61 éves) | debrecen-nyíregyházi püspök: 2015. szeptember 21. |
|         | Bosák Nándor nyugalmazott debrecen-nyíregyházi püspök | Taksonyfalva, 1939. december 28. (85 éves)  | debrecen-nyíregyházi püspök: 1993. június 15.     |

### Területi beosztás
A püspökség területe két főesperességre oszlik:
Szabolcsi főesperesség
- Kisvárdai esperesi kerület
- Polgári esperesi kerület
- Nyíregyházi esperesi kerület
- Nagykállói esperesi kerület
- Szatmári esperesi kerület

Bihari főesperesség
- Debreceni esperesi kerület
- Berettyóújfalui esperesi kerület

### Egyházközségek, papság
A kispapok az Egri Hittudományi Főiskola és Érseki Papnevelő Intézetben folytatják tanulmányaikat.

## Tevékenységek

### Intézmények
Katolikus iskolák
- Szent Imre Katolikus Gimnázium, Általános Iskola, Kollégium és Óvoda
- Szent József Gimnázium és Kollégium
- Szent László Szakközépiskola, Óvoda és Kollégium
- Svetits Katolikus Óvoda, Általános Iskola, Gimnázium és Diákotthon

Szociális intézmények
- Egyházmegyei Papi Szociális Otthon
- Szent Erzsébet Otthon
- Szent Antal Idősek Otthona
- Debrecen-Nyíregyházi Egyházmegyei Karitász (segítő szervezet)

## Szomszédos egyházmegyék
- Szeged-Csanádi egyházmegye (délnyugat)
- Egri főegyházmegye (nyugat)
- Munkácsi római katolikus egyházmegye (északkelet)
- Szatmári római katolikus egyházmegye (kelet)
- Nagyváradi római katolikus egyházmegye (dél)